# Репенко, Михаил Петрович
Михаил Петрович Репенко — советский хозяйственный, государственный и политический деятель. Член КПСС с 1955 года.

## Биография
Родился в 1929 году в селе Крюково Советинского района Таганрогского округа Северо-Кавказского края РСФСР в семье рабочего.
Окончил Новочеркасский политехнический институт (1952).
После окончания института распределен в г. Свердловск, где работал на Свердловском машиностроительном заводе: в сентябре 1952 г. — декабре 1953 г. — инженером-конструктором, в январе — октябре 1954 г. — секретарем комитета ВЛКСМ завода, октябре 1954 г. — декабре 1955 г. — исполняющим обязанности старшего контрольного мастера цеха № 380, январе 1956 г. — декабре 1957 г. — старшим контрольным мастером цеха № 380, в январе — октябре 1958 г. — контрольным мастером цеха № 380, в октябре — ноябре 1958 г. — исполняющим обязанности начальника отдела технического контроля, декабре 1958 г. — октябре 1961 г. — заместителем начальника отдела технического контроля.
В ноябре 1961 г. — апреле 1962 г. — старший инженер технической инспекции по качеству продукции Совета народного хозяйства Свердловского экономического административного района. В апреле 1962 г. — марте 1963 г. — старший инженер — заместитель начальника главной инспекции по качеству продукции, в марте 1963 г. — августе 1964 г. — заместитель начальника главной инспекции по качеству продукции — руководитель группы специальной техники главной инспекции по качеству продукции Совета народного хозяйства Средне-Уральского экономического района.
В августе 1964 г. — марте 1966 г. — второй, в марте 1966 г. — ноябре 1990 г. — первый секретарь Октябрьского районного комитета КПСС г. Свердловска.
В ноябре 1990 г. — ноябре 1991 г. — председатель контрольной комиссии Октябрьской районной партийной организации.
С декабря 1991 г. — на пенсии. С февраля 1992 г. — ведущий специалист Уральского регионального научно-технического центра конверсии, с августа 1995 г. — заместитель директора Центра непрерывного образования Октябрьского района г. Екатеринбурга.
Делегат XXV съезда КПСС (1976).
Умер 12 февраля 1998 года в Екатеринбурге, похоронен на Широкореченском кладбище.

## Награды
- Орден Октябрьской Революции (1974)
- Орден «Знак Почета» (1969)
- медаль «За доблестный труд. В ознаменование столетия со дня рождения В. И. Ленина» (1970)
- медаль «За доблестный труд в Великой Отечественной войне 1941—1945 гг.» (1994)
- медаль «50 лет Победы в Великой Отечественной войне 1941—1945 гг.» (1995)